# Jeanne M. Holm

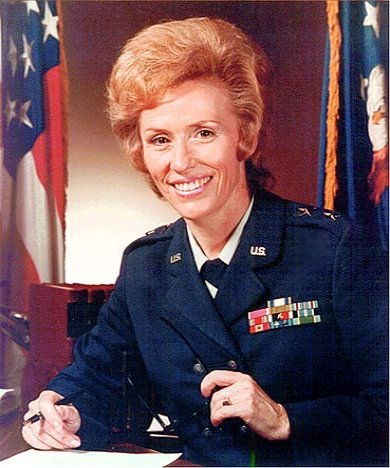
Generalmajorin Jeanne M. Holm (1973)

Jeanne M. Holm (* 23. Juni 1921 in Portland, Oregon; † 15. Februar 2010 in Annapolis, Maryland) war eine US-amerikanische Generalmajorin der United States Air Force.

## Biografie
Holm trat 1942 zunächst in die United States Army ein und wechselte 1948 zur United States Air Force (USAF). 1952 war sie als erste Frau Absolventin des Air Command and Staff College (ACSC) auf der Maxwell-Gunter Air Force Base in Montgomery (Alabama).
Zwischen 1965 und 1973 war sie Direktor der Frauenabteilung in der Air Force. Während dieser Zeit kam es nicht nur zur Modernisierung der Uniformen, sondern auch zu einer Verdoppelung der Anzahl von weiblichen Angehörigen der Luftwaffe.
Am 16. Juli 1971 erfolgte ihre Beförderung zur Brigadegeneralin. Am 1. März 1973 wurde sie Direktorin des Personalrates beim United States Secretary of the Air Force und als solche am 1. Juni 1973 zur Generalmajorin der USAF befördert. 1975 wurde sie aus dem aktiven Dienst verabschiedet.
Holm war die erste Frau, die den Rang eines Brigadegenerals in der USAF erreichte, und die erste Frau, die in den Streitkräften der USA zum Generalmajor befördert wurde. Während ihrer Laufbahn war sie darüber hinaus eine starke Befürworterin der Frauen in der Luftstreitkräfte und spielte eine Schlüsselrolle bei der Abschaffung der Beschränkung der Zahl von weiblichen Angehörigen in der Luftstreitkräfte, der Erweiterung von Dienst- und Verwendungsstellungen für Frauen sowie bei der Öffnung des Reserve Officer Training Corps (ROTC) und anderer Luftstreitkräfteschulen für Frauen.
Nach ihrem Eintritt in den Ruhestand erfolgte ihre Berufung zur Sonderassistentin für Frauen von US-Präsident Gerald Ford. Zwischen 1977 und 1981 war sie politische Beraterin von Präsident Jimmy Carter und dann 1981 für einige Zeit Vorsitzende des Komitees für Frauenangelegenheiten der Veterans Administration, dem heutigen Kriegsveteranenministerium der Vereinigten Staaten.
1982 erschien ihr Fachbuch „Women in the Military: An Unfinished Revolution“, das zu einem Standardwerk zu dieser Thematik wurde.
Während ihrer militärischen Laufbahn wurde sie mehrfach ausgezeichnet und erhielt unter anderem die Air Force Distinguished Service Medal und das Ehrenzeichen Legion of Merit.